# Marcel Ihler
Marcel Ihler, francoski general, * 1880, † 1975.